# Kukurini
Kukurini is een plaats in de gemeente Pićan in de Kroatische provincie Istrië. De plaats telt 207 inwoners (2001).